# 马萨诸塞大学洛厄尔分校
马萨诸塞大学洛厄尔分校（英語：University of Massachusetts Lowell）是一所公立研究型大學，位于美国麻薩諸塞州洛厄爾市，归属于马萨诸塞大学系统。该校是梅里马克河谷中规模最大的大学，在马萨诸塞公立大学中规模居第二，学校有教职人员1,100人，学生人数超过18,000人。
马萨诸塞大学洛厄尔分校的专业数量超过120个，涵盖本科、硕士和博士学位，包括工程学院、艺术人文和社会科学学院、健康与环境学院、管理学院、理学院、并设有研究生院。
该校的男子冰球项目为国家冰球联盟培养了大量专业球员。

## 简史
马萨诸塞大学洛厄尔分校的历史始于1895建立的洛厄尔纺织学院和1894年建立的洛厄尔师范学院。随后两校分别更名为洛厄尔技术学院和洛厄尔州立学院，并于1975年合并成为洛厄尔大学，两学院成为北校区和南校区。1991年，学校并入马萨诸塞大学系统并更名为马萨诸塞大学洛厄尔分校。

## 学术
马萨诸塞大学洛厄尔分校因其科学和工程专业而享有较高声望，其中包括若干“朝阳科技”，如纳米技术等。该校是美国第一所授予塑料工程学士学位的高等学校。同时该校也是全美仅有的若干所授予气象学和录音学学位的大学之一。该校拥有的辐射实验室拥有一个实验核反应堆和范德格拉夫加速器，为学习粒子物理，核工程和保健物理学的学生提供了有效的实际经验。

## 排名
马萨诸塞大学洛厄尔分校在2014 US News & World Report中的全美大学综合排名为第158位，在全美公立大学中综合排名为第85位，在马萨诸塞州公立大学中排名为第二名。